# 11434 Lohnert
11434 Lohnert eller 1931 TC2 är en asteroid i huvudbältet, som upptäcktes 10 oktober 1931 av den tyske astronomen Karl Wilhelm Reinmuth i Heidelberg. Den har fått sitt namn efter den tyske astronomen Karl Julius Lohnert.
Asteroiden har en diameter på ungefär 9 kilometer och den tillhör asteroidgruppen Chloris.